# 胡安·蒙塔尔沃
胡安·玛丽亚·蒙塔尔沃·菲亚略斯（西班牙語：Juan María Montalvo Fiallos，1832年4月13日—1889年1月17日）是厄瓜多作家、外交官。拉丁美洲浪漫主义文学的代表性人物之一。生于厄瓜多中部的安巴托，曾因反对独裁专制及教权主义的观点多次被迫流亡国外，并最终于法国逝世。其作品多样，涵盖诗歌、小说、散文及剧本等，其代表作为《被塞万提斯遗忘的章节》。被誉为“美洲的塞万提斯”。

## 生平

### 早年生涯
1832年4月13日，胡安·蒙塔尔沃出生于厄瓜多安巴托，其父马科斯·蒙塔尔沃·奥维多（Marcos Montalvo Oviedo）为祖籍安达卢西亚的西班牙裔，住在安巴托附近的金奇科托（Quinchicoto），1811年1月20日，他与何塞法·菲亚洛斯·维利亚克雷斯（Doña Josefa Fiallos Villacrés）结婚，并搬到了安巴托，两人共生育了十四个小孩，其中胡安排名第十:11-12。胡安·蒙塔尔沃小时候体弱多病，四岁时曾染上天花，但后来痊愈了，1838年，他进入罗梅罗大师的学校（Escuela del Maestro Romero）求学。1843年，蒙塔尔沃的哥哥弗朗西斯科因为反对胡安·何塞·弗洛雷斯的独裁统治而被迫害，此事也让他对军人独裁恨之入骨:40。
1845年，弗朗西斯科从秘鲁流亡回到厄瓜多，并带蒙塔尔沃前往基多继续学业，1846年至1848年间，他开始在圣费尔南多学校（Colegio de San Fernando）学习拉丁语文法，之后，他进入圣路易斯神学院（Seminario San Luis）学习哲学，1851年毕业后升入厄瓜多尔中央大学学习法学，在此期间，蒙塔尔沃也开始发表自己的诗歌作品，但在1854年，他辍学回到安巴托，回到家乡的蒙塔尔沃继续研读古希腊文、拉丁文的作品:234，在这一段时期，西班牙作家安东尼奥·德·卡普马尼与迭戈·克莱蒙辛的作品也对蒙塔尔沃日后的作品产生了一定影响:290。

### 中年
1857年，在前总统何塞·玛丽亚·乌尔比纳与哥哥弗朗西斯科·哈维尔的举荐下，时任总统弗朗西斯科·罗布雷斯任命蒙塔尔沃为驻意大利与法国的外交官，蒙塔尔沃随即前往欧洲履职，在法国，他遇到了作家阿方斯·德·拉马丁与哲学家皮埃爾-約瑟夫·普魯東:234，但与此同时，他自童年以来的厌世情绪也更加强烈:32-36。离开法国後，蒙塔尔沃还漫游了意大利与西班牙。1859年，蒙塔尔沃回到厄瓜多，因不满加布里埃尔·加西亚·莫雷诺的独裁统治，他曾写信规劝莫雷诺:47-57，1866年，更创办《世界报》批判当局:xxxi。1868年，蒙塔尔沃与玛丽亚·阿德莱达·古斯曼（María Adelaida Guzmán）结婚，并育有一子一女。《世界报》最终得罪了莫雷诺当局，迫使蒙塔尔沃于1869年逃离厄瓜多，前往哥伦比亚的伊皮亚莱斯:25，当地的阿雷利亚诺·德尔·耶罗家族（Arellano del Hierro）收留了他，并帮助他在当地安顿下来，在哥伦比亚，他还遇到了埃洛伊·阿尔法罗，二人日后也成为了推翻莫雷诺统治的重要人物，在哥伦比亚停留了一段时间後，蒙塔尔沃再次前往法国:110，却因为缺乏旅费而被迫回到伊皮亚莱斯，后来又前往秘鲁，在当地，他遇到了被放逐的前总统乌尔比纳，并试图煽动反对派推翻莫雷诺，但并没有成功:32，与此同时，蒙塔尔沃继续创作自己的文学作品，其中也包括《被塞万提斯遗忘的章节》:93，更于1873年出版了《永恒的独裁》（La Dictadura Perpetua），继续抨击莫雷诺:xxxii:326-327。
1875年8月6日，莫雷诺遇刺身亡，当得知此事後，蒙塔尔沃感到欣慰，并表示是自己的笔杀死了他:34。安东尼奥·博雷罗出任总统後，蒙塔尔沃得以回到厄瓜多，并出版了《再生者》杂志，但博雷罗仅在任一年就被本特米利亚推翻，后者就任後，继续实施独裁统治，迫使《再生者》被迫停刊，蒙塔尔沃与阿尔法罗投入了反对本特米利亚的抗争:100，更于1877年代表埃斯梅拉达斯省选区当选为国会众议员:33，但因为担心人身安全，蒙塔尔沃于1879年再度离开厄瓜多，前往伊皮亚莱斯:326。在当地，他出版了批判本特米利亚的散文集《卡蒂利纳里亚斯》，但由于对家庭的漠视，蒙塔尔沃与妻子玛丽亚·阿德莱达的关系也彻底破裂:109-135，1882年，其妻去世，同年，已经侨居法国的蒙塔尔沃开始与法国女子奥古斯丁-凯瑟琳·孔图（Augustine-Catherine Contoux）交往，并一直维持到自己逝世，他们还生下了一子一女。

### 晚年及逝世
1881年，蒙塔尔沃再一次前往法国，而友人埃洛伊·阿尔法罗也请他的朋友何塞·米格尔（José Miguel Macay）资助他的第三次欧洲之行，还同意帮助他出版随笔《七论》，当《七论》正式出版后，蒙塔尔沃得到了一些欧洲评论家的认可和赞扬，而这些评论家大部分是在法国的西班牙人以及西语拉丁美洲国家出身的人物:126。渴望透过《七论》在西班牙成名的蒙塔尔沃还于1883年6月2日前往马德里，并接见了加斯帕尔·努涅斯、马塞利诺·梅嫩德斯·佩拉约、胡安·巴雷拉、艾米莉亚·帕多·巴赞、愛德蒙多·德·亞米契斯等知名作家，厄瓜多总统何塞·普拉西多·卡马尼奥也试图与蒙塔尔沃会面，但遭到了拒绝:34。而《七论》反教权主义的内容还得罪了天主教会，基多大主教何塞·伊格纳西奥·奥多涅斯更发表牧函批评蒙塔尔沃，但他随即予以反击，最终，在大主教的建议下，教宗良十三世于1884年12月将《七论》列入《禁書目錄》，禁止天主教徒阅读。
1886年，蒙塔尔沃在法国出版了《旁观者》（El Espectador），此后他一直侨居法国，期间，厄瓜多总统安东尼奥·弗洛雷斯·希洪还曾邀请他担任驻波尔多领事，但也遭到蒙塔尔沃拒绝:34。1889年1月17日，因胸腔積液病重不治，蒙塔尔沃在巴黎逝世，其遗体被运回厄瓜多，起初葬在惠夜基，直到1932年才运回出生地安巴托重新安葬:302。而他的友人埃洛伊·阿尔法罗则于1895年成功出任厄瓜多总统，他们所领导的自由派因此控制了政权。

## 文学
蒙塔尔沃的作品多样，涵盖了诗歌、小说、散文及剧本等类型，多使用歐陸西班牙語写作，并长于引用古典文学知识、古语:34。蒙塔尔沃通晓古希腊文与拉丁文，他早年阅读了当时所能读到的所有关于希腊历史、哲学与文学的书籍，并时常在自己的著作中直接引用古希腊作家的文字。同时，蒙塔尔沃也对古罗马怀有好感，泰伦提乌斯、普劳图斯和塞内卡的罗马剧作都曾为他创作的五部戏剧《庄园》（Granja）、《独裁者》（El dictador）等提供了灵感:59-68。在19世纪初，拉丁美洲文坛还受到欧洲浪漫主义的影响，蒙塔尔沃的作品也不例外，他本人还是拜倫勳爵等欧洲作家的崇拜者。西班牙语是蒙塔尔沃的母语，他熟读西班牙文学作品，推崇欧陆的西班牙语，而厌恶厄瓜多所使用的西语变体:62，并认为塞万提斯的《堂吉诃德》是西语文学的典范之作，而对阿隆索·费尔南德斯·德·阿韦拉内达所创作的续集颇多微词:57，其本人亦参照塞万提斯的作品创作了讽刺小说《被塞万提斯遗忘的章节》，其为蒙塔尔沃的代表作，小说分为60个章节，讲述了唐吉訶德的新旅行，其结构与《堂吉诃德》基本相同，情节也与前者所叙述的内容有直接的关系，叙述了他崇高的理想，并具有一定的英雄主义色彩:638，其前言的《暗示》（Buscapíe）一文还表达了他对回归西班牙黄金时代的明确渴望，融入了喜剧成分，一些后世学者也将其视为教导人们正确使用西班牙语虚拟语气的语法论文，亦体现了他對西班牙语文法精确的掌握程度:5-7。
对于时局与宗教势力的针砭也是蒙塔尔沃作品的一个重要主题，蒙塔尔沃即藉由《卡蒂利纳里亚斯》批评了一切暴君及独裁者，而他的另外一部散文集《七论》则被一些学者视为他的成名作，他透过该作品强烈批判了罗马天主教神职人员、神学家的虚伪，散文风格接近法国作家蒙田，但他也因此得罪了教廷，导致作品遭到查禁:234-235。此外，蒙塔尔沃还著有将爱情与几何学观点相融合的《道德几何学》（Geometría Moral）等作品。

## 评价

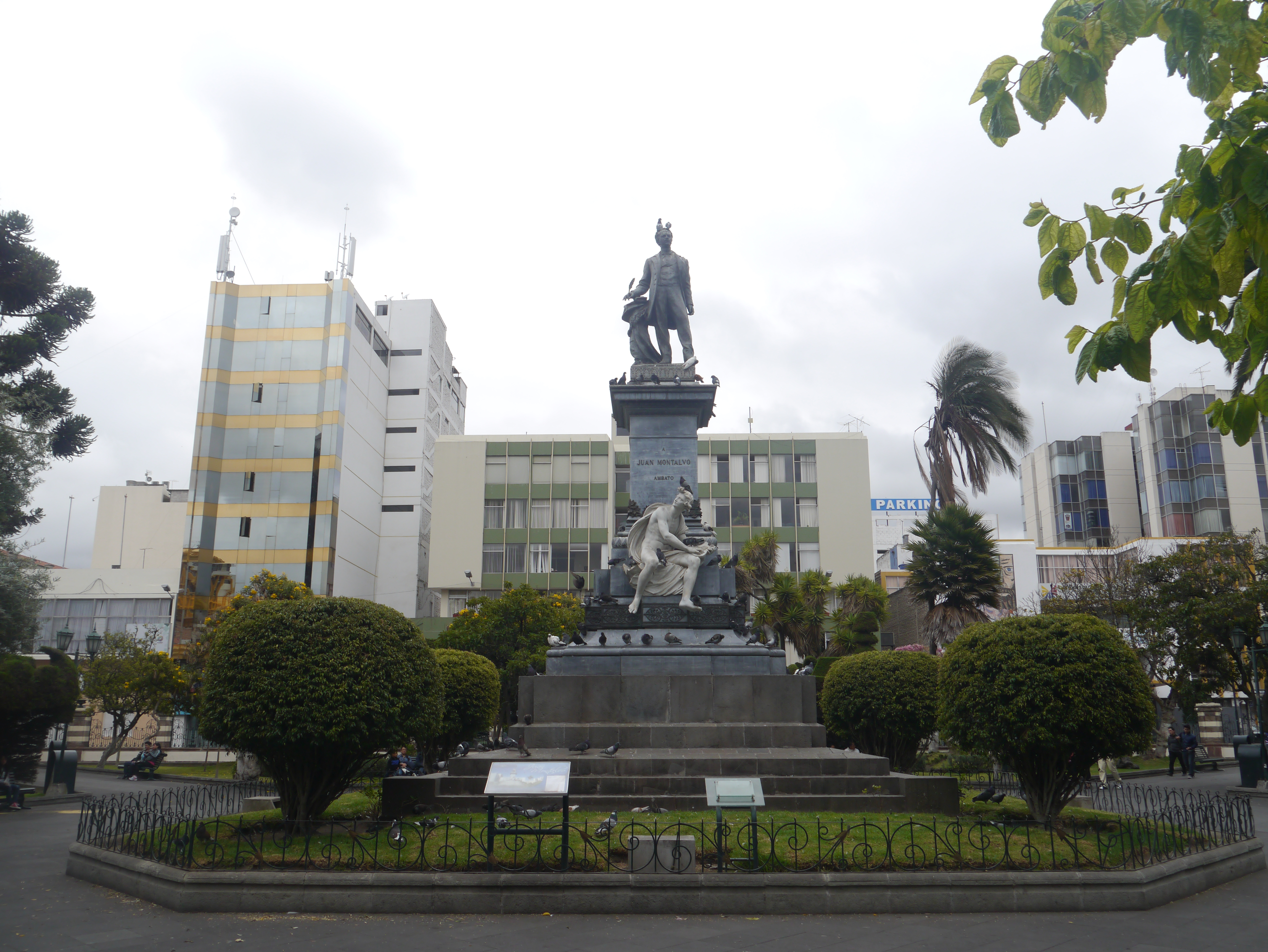
安巴托一座公园里的蒙塔尔沃铜像

在散文《普洛斯彼羅的游廊》（El mirador de Próspero）中，乌拉圭作家何塞·恩里克·罗多對蒙塔尔沃评价颇高，罗多肯定了蒙塔尔沃对于拉丁美洲文学的贡献，并认为他是“美洲知识分子中出类拔萃的一人”，值得各国共同拥有:35。而文学作品明显受到塞万提斯影响的蒙塔尔沃还被安东尼奥·萨科托（Antonio Sacoto）等学者誉为“美洲的塞万提斯”，一些学者亦将其作品与塞万提斯的著作相提并论，学者米格尔·安东尼奥·巴斯科则将其与安德烈斯·贝略、何塞·马蒂、鲁文·达里奥等人并列，还肯定了他反对专制统治的热情:35。而在家乡厄瓜多，蒙塔尔沃受到广泛纪念，一些城市有以他命名的街道，其出生地安巴托还保留了他的故居，现在作为蒙塔尔沃故居纪念馆对外开放:300-334，厄瓜多已经停止流通的法定货币苏克雷上也印有他的画像。
因为蒙塔尔沃奉行反教权主义并曾出版《七论》抨击教会，天主教会對蒙塔尔沃的评价非常差，受到这种保守观念的深刻影响，一些学者对蒙塔尔沃及其宗教观念颇多微词，并批评他是一个“邪恶的新教徒”。另一方面，尽管蒙塔尔沃的自由主义观点超前于他所生活的19世纪，但其對女性“贤妻良母”的保守观点仍然令其遭受到一些文学评论家的批评，而桑德拉·吉尔伯特、苏珊·古芭等学者则认为大部分男作家一直都希望创造一位如天使一样的女性，亦即“贤妻良母”一样的女性，故这种保守观点并非蒙塔尔沃所独有。